# Aartsbisdom Bukavu

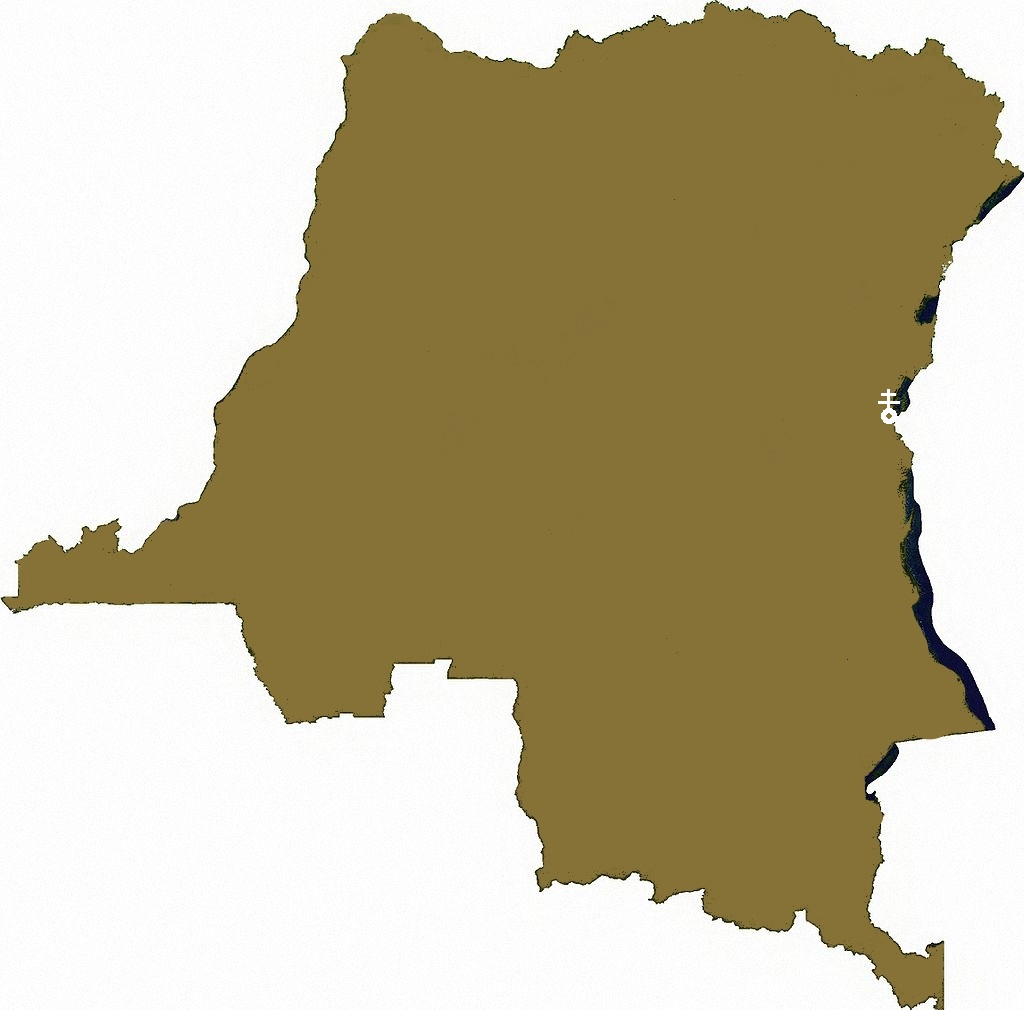
Bukavu

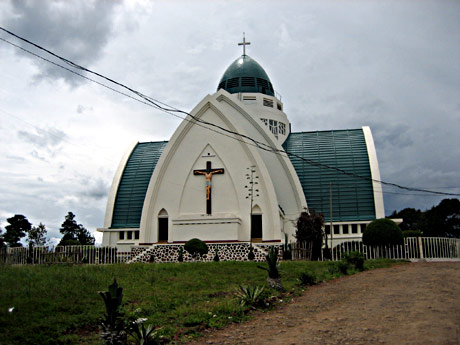
Cathédrale Notre Dame de la Paix

Het aartsbisdom Bukavu (Latijn: Archidioecesis Bukavuensis) is een van de 47 rooms-katholieke bisdommen in Congo-Kinshasa. Het aartsbisdom Bukavu is het aartsbisdom waarover de aartsbisschop van Bukavu geestelijk leiderschap heeft. De aartsbisschop van Bukavu staat als metropoliet aan het hoofd van de kerkprovincie Bukavu, een van de zes kerkprovincies in Congo-Kinshasa. Het bisdom beslaat 8815 km². In 2018 waren ongeveer 41,5% van de 2.594.000 inwoners lid van de Katholieke Kerk, verdeeld over 41 parochies. Huidig aartsbisschop van Bukavu is François-Xavier Maroy Rusengo.

## Geschiedenis
- 12 december 1912: Opgericht als apostolisch vicariaat Kivu uit delen van het apostolisch vicariaat Noordelijk Victoria-Nyanza en het apostolisch vicariaat Unianyembé
- 1921: Hernoemd tot apostolisch vicariaat Urundi en Kivu
- 25 april 1922: Gebied verloren na oprichting apostolisch vicariaat Ruanda
- 26 december 1929: Opnieuw opgericht als apostolisch vicariaat Kivu uit delen van apostolisch vicariaat Opper Congo
- 10 januari 1952: Hernoemd tot apostolisch vicariaat Costermansville en gebied verloren na oprichting apostolisch vicariaat Kasongo
- 6 januari 1954: Hernoemd tot apostolisch vicariaat Bukavu
- 30 juni 1959: Gebied verloren na oprichting apostolisch vicariaat Goma
- 10 november 1959: Promotie tot metropolitaan aartsbisdom Bukavu
- 16 april 1962: Gebied verloren na oprichting bisdom Uvira

## Speciale kerken
De metropolitane kathedraal van het aartsbisdom Bukavu is de Cathédrale Notre-Dame de la Paix te Bukavu.

## Leiderschap
- Apostolisch vicaris van Kivu 
  - Bisschop Jean-Joseph Hirth (12 december 1912 – 25 oktober 1920)
  - Bisschop Edoardo Luigi Antonio Leys, M.Afr. (6 januari 1930 – 1944; sinds 19 december 1929 coadjutor)
  - Bisschop Richard Cleire, M.Afr. (14 december 1944 – 10 januari 1952)
- Apostolisch vicaris van Costermansville
  - Bisschop Xavier Geeraerts, M.Afr. (17 januari 1952 – 6 januari 1954)
- Apostolisch vicaris van Bukavu 
  - Bisschop Xavier Geeraerts, M.Afr. (6 januari 1954 – 1958)
  - Bisschop Louis van Steene, M.Afr. (1958 – 10 november 1959)
- Metropolitaan aartsbisschop van Bukavu
  - Aartsbisschop Louis van Steene, M.Afr. (10 november 1959 – 24 mei 1965)
  - Aartsbisschop Aloys Mulindwa Mutabesha Mugoma Mweru (18 december 1965 – 15 september 1993)
  - Aartsbisschop Christophe Munzihirwa Mwene Ngabo, S.J. (14 maart 1995 – 29 oktober 1996)
  - Aartsbisschop Emmanuel Kataliko (3 maart 1997 – 4 oktober 2000)
  - Aartsbisschop Charles Kambale Mbogha, A.A. (13 maart 2001 – 9 oktober 2005)
  - Aartsbisschop François-Xavier Maroy Rusengo (sinds 26 april 2006)

## Suffragane bisdommen
- Butembo-Beni
- Goma
- Kasongo
- Kindu
- Uvira